# Robert Zubrin
Robert Zubrin (nacido el 9 de abril de 1952) es un ingeniero aeroespacial y escritor estadounidense, conocido por defender la colonización de Marte, habiendo sido, incluso, el gran nombre situado tras Mars Direct, una propuesta realizada para reducir significativamente el coste y la complejidad de tal misión. La idea clave era usar la atmósfera marciana para producir oxígeno, agua y combustible de cohete para la estancia en la superficie y el viaje de vuelta. Una versión modificada del plan fue adoptada por la NASA como su "diseño de misión de referencia".
Decepcionado por la falta de interés del gobierno de Estados Unidos en la exploración de Marte, y después de que su libro The Case for Mars comenzó a obtener éxito, Zubrin, en 1998, dio origen a la Mars Society, organización internacional que defiende una misión tripulada a Marte, financiada con capital privado en la medida que sea posible.
Zubrin aparece en uno de los vídeos musicales que componen la obra Symphony of Science de John Boswell: «The case of Mars».